# I nemici di Sansone
I nemici di Sansone (il titolo dato dall'autore è in greco: Samson Agonistes, che significa "Sansone il Campione", "Sansone il Combattente") è una tragedia in versi ispirata agli ultimi giorni di vita del Sansone biblico. L'opera fu scritta dallo scrittore inglese John Milton e pubblicata nel 1671.
La scelta di Sansone come protagonista dell'opera non è casuale: come Milton, Sansone diventò cieco, e tale malattia influenzò gli ultimi anni della sua vita.